# Tovsta Mohyla
Tovsta Mohyla (en ucraniano: Товста Могила, “gran tumba”) es un antiguo enterramiento y tesoro de época escita o kurgán que fue descubierto por el arqueólogo ucraniano Borys Mozolevski en 1971. El montículo de Tovsta Mohyla, que significa «gran túmulo», se encuentra cerca de Pokrov, en el óblast de Dnipropetrovsk, al sur de Ucrania.

## Historia
Los antiguos escitas fueron un pueblo iranio seminómada que habitaron en la zona septentrional del mar Negro en un territorio que alcanzaba los montes Urales y el macizo de Altái. Su cultura sobrevivió durante casi un milenio, durante el cual comerciaron regularmente con las diversas culturas del Mediterráneo y Asia, incluyendo los antiguos griegos, persas y chinos.

### Descubrimiento
Un enorme kurgán real de época escita, en torno al siglo IV a. C., llamado Tovsta Mohyla fue excavado en 1971 por Borys Mozolevsky. Dicho arqueólogo desenterró dos cámaras funerarias de nobles escitas: la cámara central había sido saqueada anteriormente, pero una de las cámaras laterales, datada de un periodo posterior, se encontraba intacta. La cámara central albergaba los restos de un noble escita; mientras que la lateral albergaba cinco esqueletos, entre ellos el de una noble escita y un niño.
Los esqueletos del montículos habían sido generosamente cubiertos con oro; entre las piezas se encontraban armas, varios ornamentos, prendas de ropa y el célebre Pectoral dorado. Esta obra maestra está realizada en un estilo claramente griego, aunque su simbología pertenece a la cultura escita. El pectoral fue realizado con 24 quilates de oro, un diámetro de 30,6 centímetros y pesa en torno a unos 1.150 gramos. Al este de la tumba central se encontraron dos sepulturas equinas con los restos de seis caballos; su armadura estaba ricamente decorada con joyas de oro, plata y bronce. Según la mitología escita, los caballos servirían en el más allá por tres sirvientes asesinados.
Los nobles fallecidos estarían acompañados en la otra vida por cuatro sirvientes asesinados. En los accesos de la tumba, había tres ruedas desmontadas de carrozas fúnebres, mientras que en un nicho separado se encontraba un caldero de bronce y una sartén para freír. Sobre uno de los fosos de entrada se hallaba una gran colección de ornamentos de bronce de una procesión fúnebre, entre los objetos había seis tapas de bronce calado decoradas con imágenes estilizadas de ciervos y grifos.
La colección actualmente se encuentra en el Museo de Tesoros Históricos de Ucrania, en el Monasterio de las Cuevas de Kiev.